# Condado de Fayette (Iowa)
El condado de Fayette (en inglés: Fayette County, Iowa), fundado en 1837, es uno de los 99 condados del estado estadounidense de Iowa. En el año 2000 tenía una población de 22 008 habitantes con una densidad poblacional de 12 personas por km². La sede del condado es West Union.

## Historia
El Condado de Fayette fue fundado en 1837. Fue nombrado después de Gilbert du Motier, marqués de La Fayette, un general y político francés, que llegó a América en 1777 con el fin de luchar en la Guerra de la Independencia, y quien fue nombrado Mayor General del Ejército Continental.

## Geografía
Según la Oficina del Censo, el condado tiene un área total de 1894 km² (731,3 mi²), de la cual 1893 km² (730,9 mi²) es tierra y 1 km² (0,4 mi²) es agua.

### Condados adyacentes
- Condado de Allamakee (noreste)
- Condado de Black Hawk (suroeste)
- Condado de Buchanan (sur)
- Condado de Bremer (oeste)
- Condado de Chickasaw (noroeste)
- Condado de Clayton (este)
- Condado de Delaware (sureste)
- Condado de Winneshiek norte

## Demografía
En el 2000 la renta per cápita promedia del condado era de $32 453, y el ingreso promedio para una familia era de $39 960. El ingreso per cápita para el condado era de $17 271. En 2000 los hombres tenían un ingreso per cápita de $27 493 contra $20 099 para las mujeres. Alrededor del 10.80 % de la población estaba bajo el umbral de pobreza nacional.
| 1900   | 1910   | 1920   | 1930   | 1940   | 1950   | 1960   | 1970   | 1980   | 1990   | 2000   |
| ------ | ------ | ------ | ------ | ------ | ------ | ------ | ------ | ------ | ------ | ------ |
| 29 845 | 27 919 | 29 251 | 29 145 | 29 151 | 28 294 | 28 581 | 26 898 | 25 488 | 21 843 | 22 008 |

## Lugares

### Ciudades
- Arlington
- Clermont
- Elgin
- Fayette
- Fairbank
- Hawkeye
- Maynard
- Oelwein
- Randalia
- St. Lucas
- Stanley
- Wadena
- Waucoma
- West Union
- Westgate

### Comunidades no incorporadas
- Alpha
- Donnan
- Oran

### Principales carreteras
- U.S. Highway 18
- Carretera de Iowa 3
- Carretera de Iowa 56
- Carretera de Iowa 93
- Carretera de Iowa 150
- Carretera de Iowa 187
- Carretera de Iowa 281